# Цитерклапфен
Цитерклапфен (на немски: Zitterklapfen) е връх с издължена форма в Алгауските Алпи (на хребета Лекелен). Дължината му е 2 km, а надморската височина – 2403 m. Разположен е в провинция Форарлберг, Австрия, близо до Боденското езеро. От изток и запад изглежда като елегантна скална пирамида, докато от север и юг – като широк гребен.

## Изкачване
Първото изкачване на Цитерклапфен е било през 1878 година.
Изкачването до върха на хребета варира между 3,5 часа и 6,5 часа, в зависимост от страната.